# Carlota de Rohan
Carlota de Rohan (París, 7 de octubre de 1737 - Ibid., 4 de marzo de 1760) fue una aristócrata francesa y princesa de Condé a través de su matrimonio con Luis José de Borbón-Condé. No se conocen descendientes actuales, en parte debido a que su único nieto, heredero de la familia Condé, murió sin hijos y su hija no tuvo hijos. Era conocida por ser una princesa culta e inteligente, sintiendo compasión por los pobres.

## Biografía
Carlota fue la hija de Carlos de Rohan, Príncipe de Soubise, gran amigo desde la infancia de Luis XV, y de Ana María Luisa de La Tour de Auvergne. Era prima de los príncipes Eugenio de Saboya y de Luis José de Vendôme, dos generales durante el reinado de Luis XIV. 
Su medio hermana menor, Victoria, fue gobernanta de los hijos de Luis XVI y de María Antonieta. Al morir su madre en 1739, fue nombrada Marquesa de Gordes y Condesa de Moncha, siendo nombrada seis años después vizcondesa de Guignen todos por derecho propio.
El 3 de mayo de 1753, se casó en la Capilla del Palacio de Versalles con el príncipe Luis José de Borbón-Condé. Su dote fue de 20 millones de libras francesas. La nueva princesa de Condé se convirtió en una de las mujeres más importantes en la corte, detrás de la reina María Leszczynska y sus ocho hijas, la duquesa de Orleans Luisa Enriqueta de Borbón-Conti y su hija Batilde de Orleans (su futura nuera póstuma). El matrimonio se instaló en el Hôtel de Condé, teniendo estancias en el Palacio Borbón, completamente remodelado por su esposo. Tuvieron tres hijos:
- María (1755-1759)
- Luis Enrique José (1756-1830), heredero del título, fue el último príncipe de Condé.
- Luisa Adelaida (1757-1824), mademoiselle de Condé, interés amoroso del futuro Carlos X de Francia, tras no concretarse este matrimonio fue la primera abadesa de Remiremont.

Carlota murió a los 22 años, después de sufrir una larga enfermedad, neumonía según lo informado por el duque de Luynes. Fue enterrada en el cementerio del convento carmelita de San Jaime, que fue destruido en 1797. Su viudo se casaría en segundas nupcias en 1787 con María Catalina Brignole, ex-princesa de Mónaco con quién no tuvo hijos.

## Títulos y honores
- 7 de octubre de 1737 - 3 de mayo de 1753: Su alteza Carlota, Princesa de Rohan
- 3 de mayo de 1753 - 4 de marzo de 1760: Su Alteza Serenísima, la princesa de Condé